# Sin título o La dama azul (escultura de Navjot Altaf)
Sin título, también conocida como La dama azul (1999-2002), es una escultura de madera de teca esculpida, metal, e índigo del artista local de Mumbai Navjot Altaf. Se trata de una representación de la diosa de la fertilidad y está pintada en azul brillante, un color tradicional Hindu que simboliza la divinidad.  Como parte de la colección permanente del Museo Real de Ontario, esta escultura se encuentra en exhibición en la Galería del Sudeste asiático Sir Cristopher Ondaatje. 

## Descripción
La escultura explora ideas opuestas tanto de la cultura histórica como del arte contemporáneo del Sudeste asiático. 